# Ranunculus dichotomus
Ranunculus dichotomus är en ranunkelväxtart som beskrevs av José Mariano Mociño, Amp; Sesse och Dc.. Ranunculus dichotomus ingår i släktet ranunkler, och familjen ranunkelväxter. Inga underarter finns listade i Catalogue of Life.